# The Stroke
The Stroke war eine hessische Crossover-Band aus Frankfurt am Main, die im Jahr 1990 unter dem Namen Mikki Byron & The Stroke gegründet wurde und sich etwa 1996 auflöste.

## Geschichte
Die Band wurde in der Nacht des 30. April 1990 in einem Frankfurter Club unter dem Namen Mikki Byron & The Stroke gegründet und bestand aus dem farbigen Sänger und Gitarristen Mikki „I Ain’t Got No Big Dick“ Byron aus dem Musikerstab des Eurodance-Projektes Snap!, dem Schlagzeuger Torsten Dechert, dem Gitarristen Andy Blöcher sowie dem Bassisten Ray (Finkenberger-) Lewin. Nach mehreren Auftritten im Großraum Frankfurt entschied man sich im Sommer 1991, den Namen auf The Stroke zu verkürzen, um die Aufmerksamkeit vom Sänger auf die gesamte Band zu lenken, mit anderen Worten um anzuzeigen, dass es sich nicht um die Begleitband eines Sängers auf Egotrip handelt. Im selben Jahr gewann die Band zudem den Sony Talent Award. Später im Jahr erschien dann über Sony Music Entertainment die EP The Freakadelic Rockafunk Experience. Hiervon setzten sich etwa 10.000 Einheiten ab. Im Jahr 1991 spielte die Band zudem in Köln als Vorband für Toto. Außerdem kam als neuer Schlagzeuger Roland „Spikey“ Schmidt zur Band, der der Metalband Vice angehört hatte. nach einem Wechsel von Sony zu RMG Music, dem Label des Badesalz-Managers Bernd Reisig, erschien im Jahr 1994 das Debütalbum How Much Can U Get !?!. Das Album war im New Yorker Powerstation Studio unter der Leitung von Steve Boyer aufgenommen worden. Der Tonträger enthält unter anderem eine Coverversion des Eagles-Liedes Life in the Fastlane. Im selben Jahr ging die Gruppe als Vorband der Böhsen Onkelz auf Tour durch Deutschland und Österreich. 1995 nahm die Band ihr zweites Album To the Bone auf, das noch im selben Jahr bei RMG erschien. Der Tonträger enthält unter anderem eine Coverversion des AC/DC-Liedes Shake a Leg. 1996 spielte die Band auf dem Böhse Onkelz Festival in Dietzenbach vor 15.000 Besuchern. Später löste sich die Band auf.

## Stil
Laut Holger Stratmann in seiner Rock Hard Enzyklopädie sei The Stroke eine der ältesten Crossover-Bands Deutschlands, wobei die Gruppe eine Mischung aus Funk, Punk, Hardcore Punk, Metal und Rap spiele. Das zweite Album der Band sei bedeutend aggressiver ausgefallen als das erste. Die Frankfurter Rundschau bezeichnete den Stil in der Frühphase als „Dancefloor-Metal“. Für die MusikWoche war es Crossover, bestehend aus Einflüssen von Rage Against the Machine bis Primus. Laut Henning Richter vom Metal Hammer seien die ersten drei Lieder auf How Much Can U Get !?! „aus der Funk-Metal-Crossover-Schule“. Das nächste Lied schwanke zwischen „Handkante und Herzschmerz“. Der Gesang komme an den von Croonern wie Marvin Gaye nicht heran.

## Diskografie
- 1991: The Freakadelic Rockafunk Experience (EP, Sony Music Entertainment)
- 1994: How Much Can U Get !?! (Album, RMG Music)
- 1994: Violence Is… (Single, BMG Music Publishing)
- 1995: To the Bone (Album, RMG Music)